# Célula de Merkel

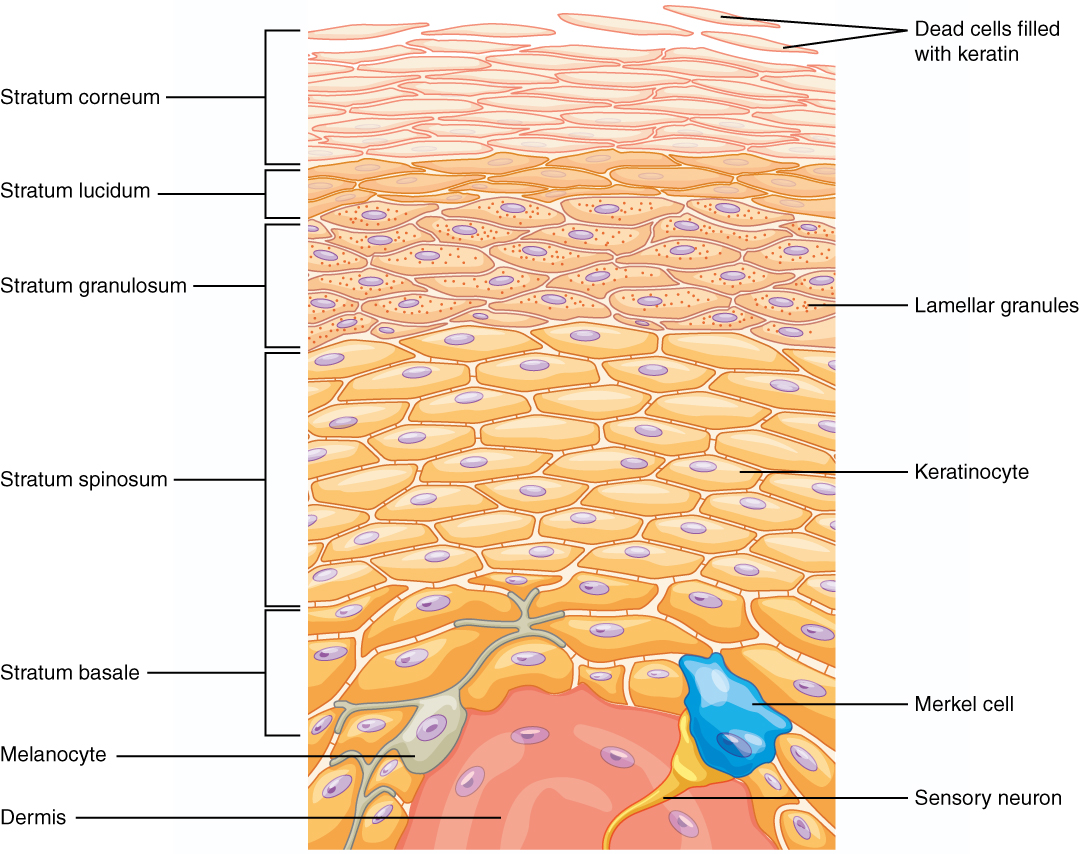
Célula de Merkel representada em azul

As células de Merkel localizam-se  na camada basal da  epiderme (o local mais profundo da epiderme, onde estão ligadas a terminais nervosos, em pele grossa especialmente) podendo ser encontradas também na bainha radicular de grandes folículos pilosos.
Ao contrário do melanócito e da célula de Langerhans,esta não é uma célula dendrítica, possuindo tonofilamentos de ceratina e desmossomos ocasionais que a ligam às células adjacentes. Estas células apresentam uma função sensorial. Através das células de Merkel e das terminações nervosas livres presentes na epiderme e também de vários tipos de terminações nervosas sensitivas presentes na derme, a pele recebe informações do meio ambiente e as envia para o sistema nervoso central.
Possuem formato oval e podem estar em grupos ou isoladas.